# Lewis Theobald
Œuvres principales
- Shakespeare Restored (Essai critique, 1726)
- Double Falsehood or the Distrest Lovers (Pièce, 1727)
- The Works of Shakespeare (Edition en sept volumes, 1733)

Lewis Theobald (1688-1744) est un homme de lettres, dramaturge et critique littéraire anglais. Il a notamment contribué à l’établissement les textes shakespeariens et édité les pièces de théâtre de William Shakespeare.

## Premières années
Lewis Theobald est le fils de Peter Theobald, un avocat, et de la seconde épouse de celui-ci, Mary. Il est né à Sittingbourne, ville du comté du Kent, et est baptisé à l'église paroissiale le 2 avril 1688. Quand son père meurt en 1690, Lewis Theobald est recueilli dans la famille d'un ami de son père, Lewis Watson, baron de Rockingham. Auprès du révérend Mr. Ellis, de Isleworth dans le comté du Middlesex, il partage l’éducation des fils de la famille du baron, apprend le grec et le latin qui lui serviront tout au long de sa carrière. Jeune homme, il se forme au métier d’avocat puis s’installe comme homme de loi à Londres. Mais le droit ne lui plaît pas et très tôt il l'abandonne pour la littérature. Sa première publication en 1707, probablement pendant ses études d’avocat, est Une Ode pindarique sur l’union de l’Angleterre et de l’Écosse (A Pindaric ode on the union of England and Scotland).
Dans la préface de sa tragédie La Princesse persane (The Persian Princess) imprimée en 1715, il précise qu'elle fut écrite et jouée avant qu'il ait atteint l'âge de dix-neuf ans, ce qui situe sa composition vers 1707. La Princesse persane est jouée au théâtre royal de Drury Lane à Londres en 1708. En 1713, Theobald traduit en anglais Phédon de Platon et s’engage par contrat avec les éditeurs Bernard Lintot (en) et Jonas Brown pour traduire les tragédies d’Eschyle et d'autres classiques de l'Antiquité. Il semble n’avoir pas tenu tous ses engagements ; cependant en 1714 et 1715 il traduit Electre, Ajax et Œdipe-Roi de Sophocle, et deux comédies d’Aristophane : Ploutos et Les Nuées.
Theobald désormais bien installé dans ses activités littéraires doit écrire pour gagner sa vie. En 1713, il publie un texte La vie de Caton à l'attention des spectateurs et des lecteurs de la pièce de Joseph Addison Caton, une tragédie (Cato, a Tragedy (en)) qui est jouée à cette époque à Londres. En 1714, il publie deux poèmes : La Grotte de la pauvreté (The Cave of Poverty) qu'il présente comme une imitation de Shakespeare, probablement en raison d'une forme d'écriture et d'une métrique semblables à celles du poème shakespearien Vénus et Adonis ; et Le Mausolée (The Mausoleum), une élégie funèbre à l'occasion de la mort de la reine Anne.
En avril 1715, il commence à contribuer au Mist's Weekly Journal, publication d’opposition au parti whig créée par le journaliste Nathaniel Mist (en) ; il y rédige une série d'essais intitulée Le Censeur (The Censor) dans laquelle il critique la scène littéraire et théâtrale de l'époque, s'attachant en particulier à argumenter sur les intrigues des pièces. Il publie cette série d'essais en trois volumes en 1717. Sa pauvreté le contraint à produire rapidement. Il traduit le premier livre de L’Odyssée en 1716, puis essaie de gagner sa vie avec le théâtre ; il écrit des tragi-comédies, des opéras et des masques. Il commence à travailler avec son ami John Rich, metteur en scène et directeur de théâtre londonien. Au théâtre royal de Drury Lane, il l’aide à produire des pantomimes : Le Sorcier Harlequin (Harlequin Sorcerer) [1725], Apollon et Daphné (Apollo and Daphne) [1726], Le Viol de Proserpine (The Rape of Proserpine) [1727], et Persée et Andromède (Perseus and Andromeda) [1730]. Plusieurs de ces pièces furent mises en musique par Johann Ernst Galliard, musicien et compositeur allemand.
En 1716, Henry Meystayer, un horloger londonien lui confie, moyennant une commission, le brouillon manuscrit d’une pièce intitulée Le Frère perfide (The Perfidious Brother) pour le réviser et l’arranger pour la scène. Les modifications nécessaires sont telles que Theobald procède, selon ses dires, à une réécriture complète de la pièce qui lui prend quatre mois de travail. Ainsi recréée, il s’estime en droit de considérer la pièce comme son œuvre et c’est sous son nom qu’il la fait représenter. Aussitôt, Meystayer affirme que c’est sa pièce ; et l’année suivante il publie sa propre pièce assortie d’une dédicace ironique à l’intention de Theobald, le présumé plagiaire. Une comparaison des deux textes montre une intrigue identique et une manière d’écrire très semblable. Meystayer ayant publié son texte après la représentation donnée par Theobald il est impossible de trancher entre l’honnêteté et la malhonnêteté de l’un ou de l’autre. Mais le fait que Theobald n’ait pas mis à exécution sa menace de publier le manuscrit original de Meystayer ne plaide pas en sa faveur.

## Theobald éditeur de Shakespeare

### Shakespeare Restauré
La contribution décisive à la littérature anglaise de Lewis Theobald réside dans l'édition des pièces de Shakespeare en 1733, précédée par celle d’un in-quarto conséquent, publié au début de l'année 1726 et dont le titre est : Shakespeare Restauré, ou un Spécimen des nombreuses erreurs tant commises que non corrigées par Monsieur Pope dans la récente édition de ce poète ; destiné non seulement à corriger la présente édition, mais aussi à restaurer le texte authentique de Shakespeare dans toutes les éditions déjà publiées (Shakespeare Restored, or a Specimen of the many Errors as well Committed as Unamended by Mr Pope in his late edition of this poet; designed not only to correct the said Edition, but to restore the true Reading of Shakespeare in all the Editions ever published.) Ce texte de Theobald dont le dédicataire est John Rich se veut, comme l’indique le sous-titre, une critique radicale à la publication par Jacob Tonson, en 1726, de l'édition d'Alexander Pope en six volumes des pièces de Shakespeare. Theobald vise, comme l’indique le premier paragraphe de l’introduction, à « récupérer, aussi loin qu’il est possible, l’originale pureté originale de son texte et de déraciner les mauvaises erreurs qui en ont presque étouffé les beautés ».
Dans cette introduction, il traite Pope, en tant que personne, avec le plus grand respect ; mais il affirme que la vénération de celui-ci pour Shakespeare l'a conduit à avoir trop de scrupules dans son travail éditorial. Pope a été « guidé par le jugement esthétique et le primat du goût, ce qui, par exemple, lui fait supprimer ou renvoyer en notes les passages vulgaires et grossiers considérés comme des corruptions du texte par les acteurs.» Dans son texte, Theobald concentre ses critiques sur Hamlet, mais dans un appendice de quelque quarante pages imprimées en petits caractères, il commente de manière identique la plupart des autres pièces de Shakespeare éditées par Pope. Theobald considère que Pope a rendu sans aspérités le texte de Shakespeare, éliminant par exemple des calembours qu’il jugeait comme de l’humour indigent, et qu'il a aussi laissé passer de nombreuses erreurs, enlevant des passages authentiquement shakespeariens et en conservant d’autres qui ne l’étaient pas. Quand Alexander Pope publie une seconde édition des pièces de Shakespeare, en 1728, il incorpore de nombreuses rectifications proposées par Theobald. Il déclare alors n’avoir pris qu’environ trente-cinq mots parmi les corrections de Theobald ; en réalité, il a inclus la majorité d’entre elles.

### L’édition theobaldienne de 1733
En 1731, Lewis Theobald travaille à une édition des œuvres de Shakespeare en sept volumes pour le libraire et éditeur anglais Jacob Tonson. Jusqu’à sa publication en 1733 il engage une correspondance sur son travail d’édition avec Matthew Concanen (en) un membre de l'équipe dirigeante du London Journal ainsi qu'avec William Warburton, pasteur dans le comté du Lincolnshire, mais également écrivain et critique littéraire anglais. Warburton publiera à son tour, en 1747, après la mort de Theobald, sa propre édition des œuvres de Shakespeare. Édition dans la préface de laquelle il affirme que Theobald lui devait ses meilleures corrections ,. L’étude de la correspondance entre Warburton et Theobald sur ce sujet prouve que la dette était du côté de Warburton.
La première édition de Theobald qui paraît en 1733 est de loin la meilleure publiée avant 1750 ; les éditeurs ultérieurs du XVIIIe siècle se sont approprié, dans la plupart des cas sans remerciement et parfois avec un réel mépris, le fruit du travail son travail, son vaste savoir et sa solide critique des textes.
Le titre de l’édition de Theobald indique « collated with the oldest copies, and corrected » (collationnées avec les plus anciennes copies, et corrigées.) Sachant que les textes des éditions antérieures avaient été corrompus pour différentes raisons liées aux modes de transmission, Theobald a collationné le plus grand nombre possible d’éditions in-quarto et in-folio des pièces afin de les comparer. Une première méthode de correction, dénommée confrontation de passages parallèles (verbal parallels), a consisté à identifier dans des œuvres différentes de l’auteur des formules (associations de mots, images, métaphores, etc.) afin de résoudre des incohérences. Une autre méthode mise en œuvre par Theobald a consisté à confronter des passages parallèles mais en comparant le texte shakespearien avec les textes que Shakespeare a supposément lus (chroniques, « novele » italiennes, textes de Plutarque, etc.) Ainsi, non seulement Theobald corrige des variantes, mais il les choisit parmi les meilleurs textes et supprime un grand nombre de modifications au texte qui avaient été apportées par les premiers éditeurs du XVIIIe siècle.
Bien que Théobald ait certainement été meilleur dans le domaine de l’édition historique et critique que ne le fut Pope, inversement ce dernier fut un meilleur poète comme il le montra avec son poème satirique La Dunciade (The Dunciad). L’attaque de Theobald et la contre-attaque de Pope virent se défier les deux auteurs dans une controverse, chacun au sommet de son art. Néanmoins, si le Shakespeare Restauré de Theobald a pu être considéré comme un mouvement d’humeur et une charge ironique, son édition des Works of Shakespeare présente une réponse argumentée à l’édition de Pope.
Une longue liste de souscripteurs influents, comme le prince de Galles et le premier ministre, Robert Walpole, montre que Lewis Theobald n’a pas ménagé sa peine pour assurer le succès de son édition dont le dédicataire est John Boyle, comte d’Orrery. L’édition de Theobald semble avoir eu un grand impact ; elle a supplanté celle de Pope et a été rééditée au moins sept fois : en 1740, 1752, 1757, 1762, 1767, 1772, 1773, et peut-être même en 1777.

## Theobald «le roi des sots»
En réponse à la critique sévère du Shakespeare Restauré de Lewis Theobald contre l'édition des pièces de Shakespeare par Alexander Pope, ce dernier publie en 1728 un poème satirique La Dunciade (The Dunciad). Il y célèbre une déesse qu’il appelle « Sottise » (Dullness) en guerre avec la raison et dont les agents s’emploient à répandre la décadence, l’imbécilité et l’absence de goût à travers le royaume. Il y fait de Lewis Theobald, à peine caché sous le nom de Tibbald, son premier héros en tant que « roi des sots ».
Pour Pope, Theobald était, en un sens, le roi presque parfait des sots : La Dunciade dénonce la transformation progressive des arts et des lettres en un royaume où règne la sottise du fait de l’action d’auteurs mercenaires. Theobald, qui s’est essayé au métier de dramaturge et y a échoué, qui a probablement plagié une pièce, qui a tenté de traduire un célèbre texte classique et a échoué à un degré tel que John Dennis, critique littéraire et dramaturge, cité par Pope, a parlé de lui dans son livre Remarks upon Mr Pope's Translation of Homer comme d’un « idiot notoire qui de sous-fifre de la loi est devenu assistant au théâtre, et a rendu burlesques les Métamorphoses d'Ovide par une abominable traduction », Theobald était donc l’incarnation, pour Alexander Pope, de tout ce qu’il y a de mauvais dans les lettres britanniques.
Au début du poème de Pope, la déesse Sottise contrôle déjà la poésie, les odes, et l'écriture politique, alors Theobald comme « roi des sots » apparaît comme celui qui peut tout aussi bien l’aider à contrôler la scène théâtrale. Les écrits de Theobald pour John Rich au théâtre de Drury Lane sont particulièrement cités dans La Dunciade comme des abominations pour leur mélange de tragédie et de comédie ; les pantomimes et les opéras sont jugés de niveau faible. À tel point que Theobald est considéré comme celui qui a ouvert la voie vers la nuit des lettres anglaises en avilissant le goût du public et en apportant « les muses de Smithfield aux oreilles des rois ». Smithfield était un quartier de Londres où se déroulait depuis le Xe siècle, chaque fin août, un grand marché populaire aux bestiaux.

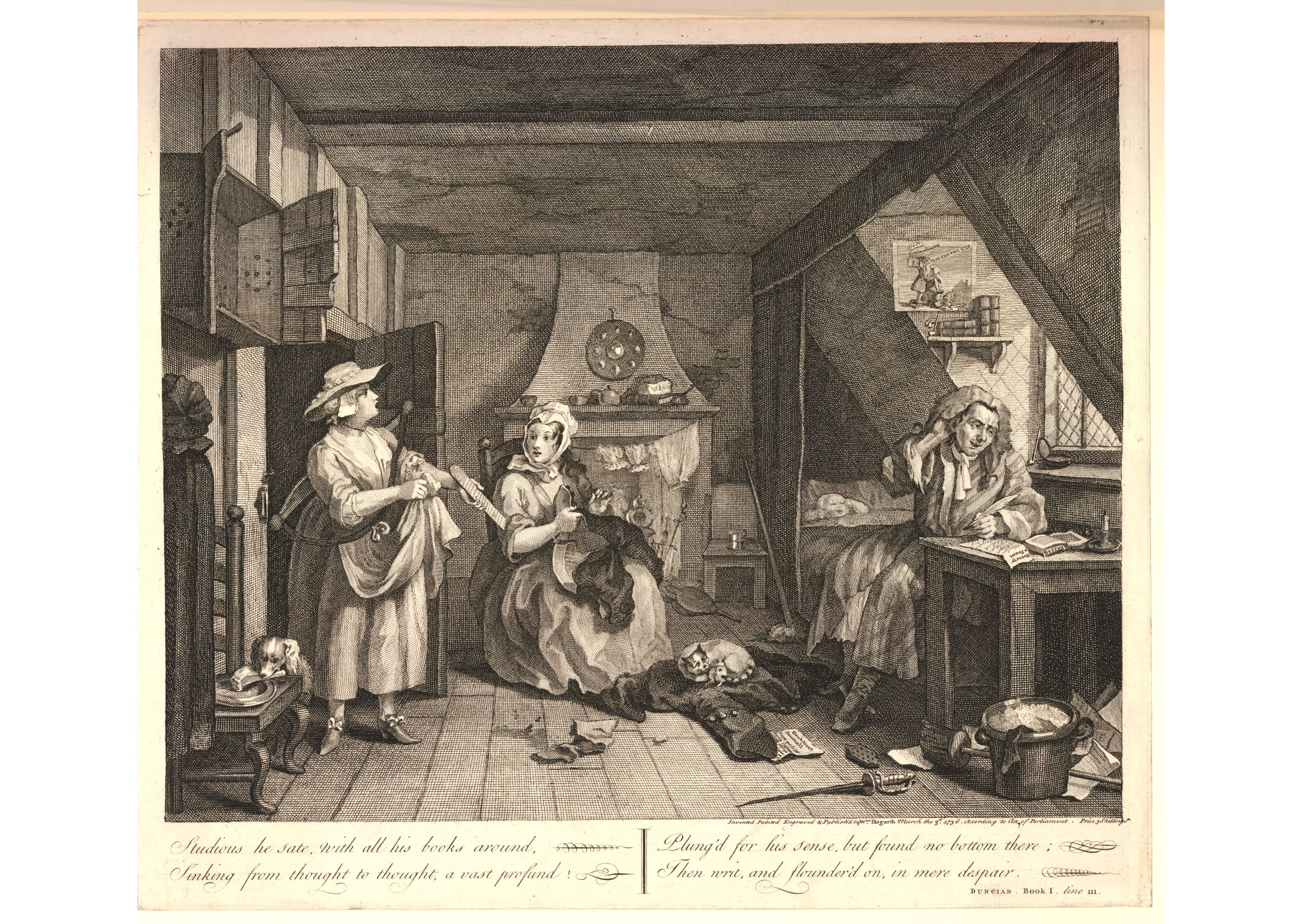
The Distrest Poet (William Hogarth)

Alexander Pope attaque le travail et le plagiat de Lewis Theobald, mais la raison de sa fureur était sans aucun doute le Shakespeare Restauré. Même si le travail de Lewis Theobald sur Shakespeare est inestimable, Pope a réussi à le faire passer auprès de ceux qui ne travaillent pas sur Shakespeare comme un sot, comme un scribe poussiéreux et sans éclat, pédant et terne. En cela, La Dunciade a affecté durablement la réputation de Theobald.
Un commentateur reconnu au XVIIIe siècle de l’œuvre shakespearienne, George Steevens (1736-1800) a suggéré que dans une gravure de William Hogarth (1697-1764) intitulée The Distrest Poet (en), conçue comme une illustration de La Dunciade de Alexander Pope, le personnage principal assis à sa table d’écriture serait Lewis Theobald, le « roi des sots » du poème de Pope. Les quatre vers suivants figurent sous la gravure : « Il est assis, studieux, tous ses livres autour de lui. / S’enfonçant de pensée en pensée dans les vastes profondeurs, / Il a précipité son esprit, mais n’a trouvé aucun fond. / Puis il a écrit et s’est échoué dans un pur désespoir. » Mais il n’y a aucune preuve qu’il s’agisse bien d’un portrait de Lewis Theobald.

## La Double imposture(Double Falsehood)
La Double imposture, ou Les Amants affligés (Double Falsehood or The Distrest Lovers) est une pièce de Lewis Theobald dont la paternité a été contestée après sa première représentation en 1727 et sa publication en 1728. Theobald a déclaré s’être fondé sur trois manuscrits d’une pièce anonyme de Shakespeare pour écrire La Double imposture. Certains critiques ont montré qu’elle avait pu être l’adaptation d’une pièce perdue, intitulée The History of Cardenio (en), écrite par John Fletcher et William Shakespeare. Theobald lui-même a déclaré s’être fondé sur trois manuscrits d’une pièce anonyme de Shakespeare pour écrire La Double imposture.

### Sources
La pièce de 1727 est une adaptation d’un épisode du roman Don Quichotte de Miguel de Cervantes, épisode qui apparaît au fil des chapitres (à partir du chapitre 23) dans la première partie du livre. Cet épisode conte une histoire d’amour et de désamour entre quatre personnages principaux, avec parmi eux Cardenio. Lewis Theobald semble avoir connu le roman cervantin par sa traduction du castillan en anglais par Thomas Shelton publiée en 1612. Les noms des personnages principaux dans la pièce de Theobald sont différents du roman de Cervantes : Cardenio est devenu Julio, sa Luscinda est changée en Leonora, Don Fernando en Henriquez et Dorotea en Violante.

### Paternité
L’éditeur londonien Humphrey Moseley (en) est le premier à faire le lien entre Cardenio et Shakespeare : le 9 septembre 1653, il fait inscrire un ouvrage intitulé The History of Cardenio (en) dans les registres des libraires et imprimeurs londoniens (Stationers' Company) ; cette inscription qui donne à Moseley un droit de propriété perpétuel et exclusif sur cette œuvre en attribue la paternité à « Mr. Fletcher. & Shakespeare ».
Les contemporains de Theobald, dont Alexander Pope, ont d’abord eu des doutes sur l’origine shakespearienne de La Double imposture, certains l’accusant de contrefaçon. Néanmoins, Theobald était considéré comme un critique bien plus pénétrant que Pope, il avait en effet « inventé » la critique textuelle. La preuve de la connexion de Shakespeare avec l’adaptation pour la scène de l’histoire de Cardenio arrive avec l’enregistrement de Moseley à la corporation des libraires-éditeurs en 1653 dont Theobald ne pouvait pas avoir eu connaissance puisque celle-ci a été mise au jour longtemps après sa mort.
Il semble y avoir un accord des critiques modernes pour considérer que La Double imposture de Lewis Theobald n’est pas une contrefaçon, mais est basée sur un Cardenio perdu de 1612-1613 dont l’auteur est John Fletcher, avec une possible collaboration de William Shakespeare.

### Représentation et publication auXVIIIesiècle
La pièce a été jouée la première fois le 13 décembre 1727 au théâtre royal de Drury Lane, et publiée en 1728. La pièce a été remontée au théâtre royal de Covent Garden le 24 avril 1749, puis une autre fois le 6 mai de la même année. On a ensuite connaissance de représentations en 1781 et 1793, et peut-être en 1770. Après la première édition de 1728, deux autres éditions ont été publiées en 1740 et 1767.

## Dernières années
Les dernières années de Lewis Theobald sont difficiles. En 1730, il candidate, tout comme Alexander Pope, au poste de poète lauréat (poète officiel du monarque qui reçoit un salaire en sa qualité de membre de la cour royale), mais la charge convoitée est attribuée à Colley Cibber, gestionnaire de théâtre et dramaturge.
Il est conduit à revenir à la scène : entre 1734 et 1741 il produit une pantomime Merlin, ou le Diable à Stonehenge (Merlin, or the Devil at Stonehenge) [1734] ; Le Secret fatal (The Fatal Secret) [1740] une adaptation de la pièce de John Webster The Duchess of Malfi (La Duchesse d'Amalfi) ; deux opéras : Orphée et Eurydice (1740) et La Captive heureuse (The Happy Captive) [1741] un opéra qui, quinze ans après Le Double mensonge, emprunte à son tour un épisode dans la première partie de Don Quichotte de Miguel de Cervantes, celui du récit du captif évadé des prisons d’Alger avec la belle et chrétienne Zoraida. Theobald termine également une tragédie inachevée La Mort d’Hannibal (The Death of Hannibal), pièce qui se voulait dans un style shakespearien et qui n’avait jamais été jouée ni imprimée.
Mais les malheurs s’accumulent : le journal Daily Post (en) du 13 mai 1741 publie une lettre de Theobald dans laquelle il annonce que la situation financière de ses affaires est si mauvaise qu’elle l’oblige à chercher une rentrée d’argent et à demander l’aide du public et de ses amis. On apprend dans une autre partie du journal que la pièce qui doit être jouée pour ce gain espéré est Le Double mensonge.
Bien que pauvre et malade, il commence une édition critique des pièces de Francis Beaumont et John Fletcher, les deux dramaturges londoniens contemporains de William Shakespeare ; cette édition intitulée The Works of Francis Beaumont, and Mr. John Fletcher : Collated with All the Former Editions, and Corrected. With Notes Critical and Explanatory fut complétée par Thomas Seward et Sidrach Sympson après la mort de Theobald et parue après sa mort, en 1750.
Lewis Theobald meurt le 18 septembre 1744 d’une jaunisse dans sa maison à Wyan's Court, Great Russell Street, à Londres, assisté d’un seul ami de trente ans, John Stede. Il est enterré au cimetière de Saint Pancras. Une notice parue dans le journal Daily Post (en) du 20 septembre 1744 est ainsi libellée : « Mardi dernier est mort M. Theobald, un gentleman bien connu pour ses productions poétiques déjà imprimées (…) Il avait une belle bibliothèque contenant deux cent quatre-vingt quinze vieilles pièces de théâtre anglais au format in-quarto dont la vente aux enchères a été annoncée pour le 20 octobre ». Theobald était marié et avait un fils qui à la mort de son père, grâce au patronage de Edward Walpole (fils du premier ministre Robert Walpole), a été nommé secrétaire au bureau de l'Échiquier qui avait en charge l’enregistrement des recettes et des dépenses de l’État.

## Chronologie des principales œuvres
La liste ci-dessous a été établie à partir des indications de l'ouvrage de Richard Forster Jones : Lewis Theobald, his contribution to English scholarship.
- 1707 : A Pindaric ode on the union of England and Scotland
- 1713 : traduction du grec de Plato’s Dialogue of The Immortality of the Soul
- 1713 : traduction du grec de Phédon (Platon)
- 1714 : traduction du grec de Electre (Sophocle)
- 1714 : traduction du grec de Ajax (Sophocle)
- 1714 : The Mausoleum. Sacred to the Memory of Her Late Majesty Queen Anne
- 1714 : traduction du français de A Critical Discourse upon the Iliad of Homer ; written in French by Monsieur de la Motte, a Member of the French Academy
- 1715 : traduction du grec de Œdipe-Roi (Sophocle)
- 1715 : traduction du grec de Les Nuées (Aristophane)
- 1715 : traduction du grec de Ploutos (Aristophane)
- 1715 : The Cave of Poverty. A poem. Written in Imitation of Shakespeare.
- 1715 : The Persian Princess, or the Royal Villain, tragédie
- 1715 : The Perfidious Brother, a Tragedy
- 1716 : traduction du grec du First Book of the Odyssey (Homère)
- 1717 : The Censor, recueil d’articles réunis en un volume
- 1717 : traduction du latin des Métamorphoses (Ovide)
- 1718 : Decius and Paulina, a Masque
- 1719 : The History of the Loves of Antiochus and Stratonice
- 1720 : The Tragedy of King Richard the II ; as it is acted at the Theatre in Lincoln’s-inn-fields
- 1725 : Harlequin Sorcerer
- 1725 : The Rape of Proserpine
- 1726 : Apollo and Daphne
- 1726 : Shakespeare Restored, or a Specimen of the many Errors as well Committed as Unamended by Mr Pope in his late edition of this poet; designed not only to correct the said Edition, but to restore the true Reading of Shakespeare in all the Editions ever published
- 1727 : The Rival Modes : a Comedy
- 1727 : Double Falsehood or The Distrest Lovers
- 1730 : Perseus and Andromeda
- 1731 : Orestes : A Dramatic Opera
- 1733 : The Works of Shakespeare : in seven volumes. Collated with the Oldest Copies, and Corrected ; with Notes explanatory and Critical
- 1735 : The Fatal Secret. A Tragedy
- 1739 : Orpheus and Eurydice, an Opera As it is Performed at the Royal Theatre in Covent Garden
- 1739 ? : The Death of Hannibal
- 1740 : The Works of Shakespeare : in eight volumes. The Second Edition.
- 1741 : The Happy Captive, an English Opera
- 1750 : The Works of Mr. Francis Beaumont, and Mr. John Fletcher. In ten Volumes. With Notes Critical and Explanatory. By the late Mr. Theobald, Mr. Seward, and Mr. Sympson of Gainsborough